# 1983년 전미 비평가 협회상
제18회 전미 비평가 협회상은 1983년 최고의 영화를 기리기 위해 1984년 1월에 열린 시상식이다.

## 수상 및 후보

### 작품상
- 로렌조의 밤 수상

### 감독상
- 로렌조의 밤 - 파올로 타비아니 수상

### 여우주연상
- 애정의 조건 - 데브라 윙거 수상

### 남우주연상
- 당통 - 제라르 드빠르디유 수상
- 마틴 기어의 귀향 - 제라르 드빠르디유 수상

### 여우조연상
- 코미디의 왕 - 샌드라 벤하드 수상

### 남우조연상
- 애정의 조건 - 잭 니콜슨 수상

### 각본상
- 시골 영웅 - 빌 포사이스 수상

### 촬영상
- 울지 않는 늑대 - 히로 나리타 수상